# Бреазу (Јаши)
Бреазу (рум. Breazu) насеље је у Румунији у округу Јаши у општини Редиу-Татар. Oпштина се налази на надморској висини од 90 m.

## Становништво
Према подацима из 2002. године у насељу је живело 815 становника, од којих су сви румунске националности.